# Palazzo Albertini
Palazzo Albertini è un edificio risalente al 1400 situato nella città di Forlì, in stile veneziano.

## Storia e descrizione
Venne costruito da un architetto il cui nome rimase sconosciuto. Appartenne ad una dinastia di farmacisti, gli Albertini, tra la fine del XV i primi anni del XVI secolo. Si estende su di un portico ad arco tutto sesto, profilato da una ghiera in cotto. La facciata, in mattoni a vista è ripartita verticalmente con lesene in stile corinzio. Le finestre a bifora sono ornate in sasso d'Istria. Il piano nobile è alleggerito grazie ad una loggia di raffinate proporzioni, abbellito da una transenna in cotto, decorato da una serie di intrecci. Il cornicione è in terracotta mentre i medaglioni sono scolpiti in pietra.
All'inizio del XIX secolo il palazzo ospitò il Caffè Francia, poi ribattezzato Caffè dei Patrioti. Nel corso di tutto l'Ottocento ebbero di sede una serie di importanti associazioni cittadine, tra cui la Società Cittadina, che mutuò successivamente il nome in Circolo Cittadino, poi nel 1890 la Società de Pestapevar, e il Circolo di Lettura e Ricreazione. A quest'ultimo circolo, che chiuse nel 1896, succedette il Circolo Forlivese, inaugurato la sera del 27 febbraio 1897, che contava circa 150 soci.
Durante il periodo fascista fu trasformato nella casa del fascio di Forlì e ospitò la sede del partito nazionale fascista forlivese. Nel dopoguerra, per sottolineare il passaggio simbolico dalla dittatura fascista alla democrazia, per un decennio divenne sede della camera del lavoro forlivese, di cui, per volere del comitato di liberazione 
a nazionale, Luciano Lama fu primo segretario. Oggi palazzo Albertini è un'importante sede espositiva, aperta tutto l'anno.